# Douglas Vieira
Douglas Vieira, född den 17 juni 1960 i Londrina, Brasilien, är en brasiliansk judoutövare.
Han tog OS-silver i herrarnas halv tungvikt i samband med de olympiska judotävlingarna 1984 i Los Angeles.